# Mission Alice
Mission Alice est une anthologie de 21 nouvelles de fantasy et de fantastique réunies par Richard Comballot, avec une illustration de Philippe Caza, parue aux éditions Mnémos (collection « Icares ») en novembre 2004  (ISBN 2-915159-31-9).
Le titre est un clin d'œil à Alice au pays des Merveilles et dans une moindre mesure au récit De l'autre côté du miroir. Toutes les nouvelles de l'anthologie font référence à Alice et aux personnages de ce conte. Les nouvelles sont, selon les auteurs, de nature policières, humoristiques, de fantasy, de science-fiction ou caustiques.

## Critiques littéraires de la nouvelle
L'anthologie a fait l'objet d'au moins trois critiques :
- Critique de Lucie Chenu dans la revue Faeries n° 18  (cf. section « Critiques parues dans ce livre disponibles en ligne » en bas de page, la chronique de l'anthologie est la 1re chronique)

- Critique de Bruno Para dans la revue Galaxies, n°36, mars 2005  (cf. section « Critiques parues dans ce livre disponibles en ligne », la chronique de l'anthologie est la 21e chronique)

- Critique d'Emmanuel Jouanne dans la revue Bifrost, n°37, janvier 2005 (cf. section « Critiques parues dans ce livre disponibles en ligne » en bas de page, la chronique de l'anthologie est la 28e chronique)).

## Liste des nouvelles

### Alice contre la Reine Noire
- Auteur : Daniel Walther.
- Situation dans le recueil : pages 15 à 25.
- Résumé : Les six sections de la nouvelle alternent entre, d'une part la vie réelle d'Alice et celle de Lewis Caroll, et d'autre part les rêveries de Lewis Caroll qui écrit les Aventures d'Alice au Pays des merveilles. Dans la vie réelle, Alice est contactée par une soucoupe spatiale d'extraterrestres venus de Mars. Elle montre la soucoupe à Lewis Caroll. Bien que ce dernier voie la soucoupe volante, il n'y prête guère attention et se focalise sur l'écriture des aventures fictives d'Alice, du Chapelier fou et du Lièvre de mars. Pourquoi s'intéresser à une soucoupe volante réelle alors que l'univers de fiction qu'il a créé est si plaisant ?

### La Nouvelle Alice, ou les Bonheurs de l'impertinence
- Auteur : Francis Berthelot.
- Situation dans le recueil : pages 27 à 38.
- Références littéraires : la nouvelle fait explicitement référence au roman Julie ou la Nouvelle Héloïse de Jean-Jacques Rousseau paru en 1761, et surtout au roman Justine ou les Malheurs de la vertu du marquis de Sade paru en 1791.
- Résumé : Alice est invitée chez son oncle, « Donatien Alphonse François, marquis de S* ». Elle veut en apprendre plus sur le mariage, sur les hommes, sur les relations hommes-femmes. Entrant dans la bibliothèque de son oncle, elle y découvre un manuscrit que ce dernier a écrit récemment. Par un pouvoir magique, elle est capable de pénétrer dans le livre et de converser avec les personnages du roman. Elle accroit ainsi sa connaissance du monde de fiction de son oncle. Elle y fait la rencontre aussi de deux hommes qui pourraient devenir ses maîtres ès éducation et apprentissage. Elle parvient à les faire venir dans le monde réel, et les présente à son oncle, qui ne s'oppose pas à son projet.

### Celia in Wanderland
- Auteur : Michel Lamart.
- Situation dans le recueil : pages 39 à 56.
- Remarque : jeu de mots entre « Wanderland » (Pays d'errance) et « Wonderland » (Pays imaginaire).
- Résumé :

### La Prochaine fois
- Auteur : Jean-Pierre Hubert.
- Situation dans le recueil : pages 57 à 69.
- Résumé :

### Paris avant l'orage
- Auteur : Johan Heliot.
- Situation dans le recueil : pages 73 à 91.
- Résumé : 1870 à Paris. Nadar et Alice avertissent Napoléon III que des troupes en provenance du Pays des merveilles sont prêtes à attaquer Paris. La résistance s'organise : les troupes humaines ennemies sont sous la direction de Bismarck tandis que celles du Pays des merveilles sont sous celle de la Reine de cœur. Celle-ci veut jouer au croquet avec les flamants roses du Jardin des plantes. La bataille s'annonce rude. L'empereur est fait prisonnier. En fin de compte, Alice convainc Morny de faire une partie de croquet avec la Reine de cœur. Morny a le bon sens de perdre. Satisfaite, la Reine de cœur accepte de retirer ses troupes.

### Alice et le monde de l'arc-en-ciel
- Auteur : Jean-Jacques Girardot.
- Situation dans le recueil : pages 93 à 115.
- Résumé :

### A-Liss n'est plus ici
- Auteur : Jean-Pierre Andrevon.
- Situation dans le recueil : pages 117 à 135.
- Résumé :

### La Course au Tschock
- Auteur : Hervé Jubert.
- Situation dans le recueil : pages 139 à 154.:
- L'intitulé de la nouvelle parodie le récit La Chasse au Snark de Lewis Carroll.
- Résumé : Dans un Paris mystérieux et utopique des années 1850, le policier Georges Beauregard traque le Tschock, « une créature dangereuse, aux visées occultes et au mental dérangé »[1]. Dans sa traque, il va être efficacement aidé par Charles Dodgson et par le snark.

### De la Mort et autres merveilles
- Autrice : Anne Duguël.
- Situation dans le recueil : pages 155 à 161.
- Résumé : 
  - Le récit alterne entre le monde réel (les relations entre Alice et Lewis Caroll) et le monde imaginaire tel que créé par Lewis Caroll. Ce dernier y exprime son obsession pour la petite fille, sa jeunesse, sa beauté, sa pureté, sa virginité, par des aventures ayant un double sens.
  - Ainsi il fantasme une scène de viol d'Alice : « La théière, se fracassant sur sa nuque, la prit par surprise. Elle s'écroula tout d'une masse. Ce fut la douleur qui la ranima. Elle était ligotée sur la table, entre les tasses sales. Et tandis que le Loir lui bouchait le nez et que le Chapelier, à l'aide de la pince à sucre, maintenait sa bouche ouverte, le Lièvre de mars y versait du thé bouillant. Elle tenta de se débattre, de crier, peine perdue : ses liens étaient solides, ses bourreaux implacables. Le supplice dura tant qu'il y eut du thé. Lorsqu'il s'arrêta, ses lèvres, sa langue, sa gorge n'étaient plus qu'une plaie. »
  - Retour à la réalité. Une information est donnée dans The Times du lendemain : « La jeune Alice Liddell, fille du recteur de l'université d'Oxford, a été grièvement blessée à coups de couteau hier, en fin de matinée, au cours d'une promenade champêtre. Son agresseur, un professeur de mathématiques du nom de Charles Dodgson, qui fréquentait la famille Liddell depuis de nombreuses années, explique ainsi son geste criminel : « Je ne voulais pas qu'elle grandisse ». Il est actuellement sous surveillance psychiatrique. La victime, quant à elle, est toujours dans le coma. »

### Waiting for… Alice
- Auteur : Jean-Luc Bizien.
- Situation dans le recueil : pages 163 à 180.
- Résumé : L'écrivain Gérard de Nerval, atteint de psychose et consommateur d'opium, recherche sans la trouver une petite fille, « Alice », qu'il a croisée dans ses rêves ou ses fantasmes. Un soir, dans un bistro parisien, il rencontre Charles Dodgson, venu en visite touristique à Paris. Ils ont une longue conversation amicale. Quand Nerval décède quelques jours après , Charles Dodgson retourne en Angleterre avec la vision d'« Alice » : désormais, il ne sera plus jamais le même, et n'aura de cesse de mettre sous forme de conte les échanges qu'il a eus avec Nerval.

### Qui a tué le lapin blanc? Échec à Sherlock Holmes
- Auteur : Jean-Pierre Naugrette.
- Situation dans le recueil :  pages 181 à 197.
- Remarque : le récit est composé de 8 sections de tailles différentes.
- Résumé : 
  - Le docteur Watson est le narrateur de la nouvelle. Le 9 septembre de l'année 189-, vers 20 h, alors que Sherlock Holmes et lui s'affrontent dans une partie d'échecs, ils reçoivent la visite de Balbus, un inspecteur de Scotland Yard. Le policier les requiert pour un meurtre commis dans l'un des clubs que fréquente Sherlock, le Club Athenaeum. Si la cause de la mort est assez classique (empoisonnement), c'est la victime qui pose problème : il s'agit d'un lapin blanc ! Alors que le policier, le détective et le médecin se rendent difficilement sur le lieu du crime, ils croisent dans une autre voiture du métro... un lapin blanc ! Est-ce la victime, qui donc ne serait pas morte, ou un frère jumeau, ou un lapin blanc de sa communauté ?
  - L'enquête au club s'avère difficile. Personne n'a vu le lapin et on ignore son assassinat. Le cadavre a disparu. L'enquête se poursuit par une filature et une planque près d'un trou de lapin, d'où l'on voit sortir le lapin blanc, qui part si vite qu'on ne peut pas le poursuivre. De retour au domicile au 221 Baker Street, l'inspecteur Balbus expose une théorie : tandis que les trois compères faisaient leur enquête dans le « sens temporel habituel », le lapin blanc vivait sa vie « à l'envers » ! Ainsi lorsqu'on l'a vu en pleine nuit, il sortait de son logis, on l'a croisé dans le métro encore vivant, et il est mort vers 20 h au Club Athenaeum au moment où l'inspecteur se présentait chez le détective. Si cette théorie est séduisante pour l'inspecteur, Sherlock Holmes en a une autre.
  - On découvre que Sherlock Holmes était en possession d'une fiole contenant un poison (du curare), et que Watson l'avait emportée avec lui lorsque, en fin d'après-midi, il s'était rendu à son Club Athenaeum. Là, il l'avait oubliée et c'est le lapin blanc qui l'aurait eu en possession par le truchement d'un ami de Watson, le docteur Jekyll. Ce dernier aurait donc été « l'entremetteur » entre Watson et le lapin blanc. Mais la narration se termine par un coup de théâtre : le docteur Watson s'était endormi durant la partie d'échecs, et tout le récit qui a été fait n'est que celui du rêve qu'il a fait.

### Parfum de Santal au pays des immortels
- Auteur : Pierre Stolze.
- Situation dans le recueil : pages 201 à 219.
- Résumé :

### Il était reveneure…
- Auteur : Xavier Mauméjean.
- Situation dans le recueil : pages 221 à 235.
- Résumé :

### Mission Alice
- Auteur : Bruno Lecigne.
- Situation dans le recueil : pages 237 à 251.
- Résumé : Le détective privé Adam Pilar est envoyé par son patron, Charles Dodgson, dans le Pays imaginaire, pour y retrouver et faire prisonnier Vincent Vernon. Il prend avec lui le « boîtier Klépac » qui « empêche que le plongeur soit manipulé, et lui permette de garder une prise sur l’environnement, de limiter ses transformations et de trouver les bonnes réponses face aux énigmes les plus extravagantes ». Néanmoins, dès son arrivée au Pays imaginaire, il perd le boîtier Klépac. S'ensuit une course poursuite durant laquelle le détective recherche sa proie. Une fois Vincent Vernon retrouvé, le fugitif use de stratagèmes pour empêcher Adam Pilar de le faire prisonnier. En fin de compte, Adam Pilar, grâce au boîtier Klépac qu'il a retrouvé, arrête Vincent Vernon et le ramène devant Charles Dodgson. Mais il découvre que le boîtier Klépac n'est pas le vrai boîtier et qu'il a été berné par le fugitif. Il constate que le boîtier se transforme en Lapin blanc, qu'il est toujours au Pays imaginaire, que Vincent Vernon vient de s'enfuir, que tout s'écroule autour de lui, ne laissant dans les airs que le sourire du Chat du Cheshire.

### Le Poème au carré
- Autrice : Catherine Dufour.
- Situation dans le recueil : pages 255 à 264.
- Résumé : 
  - Assise dehors sur l'herbe, en train de grignoter des champignons cueillis par son cousin, Alice somnole. Tout à coup, elle voit passer un lapin blanc et le suit. De fil en aiguille, au Pays des merveilles, elle finit par rencontrer le Morse, un sergent de police. Elle baguenaude avec lui, puis se retrouve à bord d'un sous-marin-jaune dans lequel les deux font un voyage. Le Morse lui parle longuement du poème Jabberwocky et conseille à Alice de s'en méfier, y compris quand elle sera un jour adulte.
  - À la fin du récit, Alice se réveille. Tout ce qu'elle a vécu a été rêvé : en effet les champignons qu'elle a consommés étaient des champignons hallucinogènes, et la petite fille a vécu des aventures de nature psychédélique en état de semi-conscience, voire de délire.
- Remarque : la nouvelle fait clairement référence à l'album Sergent Pepper des Beatles, et à leur chanson Yellow Submarine (« Le Sous-Marin jaune ») sortie en 1966.

### Histoire d'Alice et du Chanteur arc-en-ciel
- Auteur : Jean-Pierre Vernay.
- Situation dans le recueil : pages 265 à 277.
- Résumé :

### Alice en verres miroirs
- Auteur : Jacques Barbéri.
- Situation dans le recueil : pages 279 à 301.
- Résumé :

### De l'autre côté d'Alice
- Auteur : Georges-Olivier Châteaureynaud.
- Situation dans le recueil : pages 305 à 318.
- Résumé : La nouvelle est divisée en deux parties de tailles inégales. Dans la première partie, le révérend Charles Dodgson s'informe sur les endroits où, dans les quartiers sordides de Londres, on peut faire « des choses avec des enfants ». Il obtient une adresse. Il s'y rend en grand secret. Il rencontre le tenancier qui lui envoie une prostitué. Celle-ci négocie avec Charles Dodgson le prix à payer pour lui procurer une enfant prépubère. L'accord se fait. Une fillette de 10 ans lui est présentée, et il peut faire ce qu'il veut avec elle pendant une heure. Et là, pendant ce laps de temps, Charles Dodgson conte à la petite fille les aventures d'une dénommée Alice qui se rend au Pays des merveilles, qui y rencontre un Lapin blanc, un Chapelier, un Morse, un Lièvre de mars, etc. Quand vient l'heure, il quitte précipitamment les lieux. La seconde partie se déroule 10 ans après. Charles Dodgson reçoit la visite d'une jeune femme d'environ 20 ans. Avec émotion, elle lui explique qu'elle était la petite fille à qui il avait raconté pour la première fois les aventures d'Alice au Pays des merveilles. À l'époque, cela l'avait chamboulée. Elle lui demande s'il accepterait d'apposer un autographe sur l'exemplaire d'occasion qu'elle a en sa possession. Charles Dodgson, qui craignait une tentative de chantage de nature à ruiner sa réputation, est heureux de s'en tirer à si bon compte. Il rédige un petit mot sur la page 2 de couverture, signe, et bavarde quelques minutes avec la jeune femme. Il ne la reverra plus jamais.

### Le Secret de madame Hargreaves
- Auteur : Richard Canal.
- Situation dans le recueil : pages 319 à 335.
- Résumé : On est en 1933 à Londres. Un psychiatre reçoit la visite de la vieille madame Alice Hargreaves. Celle-ci, au cours des différentes séances de psychothérapie, fait état de troubles obsessionnels qui tournent autour d'un « Pays imaginaire », d'un « Lapin Blanc », d'un « Chapelier », etc. Le psychiatre ne sait pas comment traiter sa patiente. Évidemment, il songe à des abus sexuels subis dans l’enfance et pense à rédiger une communication sur « le Syndrome d'Alice » (de même qu'il existe le Syndrome de Peter Pan). Ayant parlé du cas de madame Hargreaves à une collègue psychiatre, celle-ci lui suggère de lire le conte Les Aventures d'Alice au pays des merveilles. L'ayant lu, et ayant interrogé madame Hargreaves sur son identité, il apprend que madame Hargreaves n'est autre qu'Alice Liddell, le personnage central du conte. Et si madame Hargreaves a une obsession névrotique sur le conte, ce n'est pas en raison d'abus sexuels subis, mais sur le fait que, ayant grandi, Lewis Carroll s'était détourné d'elle : il ne voulait être en relation qu'avec des enfants, les adolescents et a fortiori les adultes ne l'intéressaient pas.

### La Maladie d'Alice
- Auteur : Ugo Bellagamba.
- Situation dans le recueil : pages 337 à 353.
- Résumé : Alice est la narratrice. Encore une fois, elle souhaite, comme la veille et les jours précédents, se rendre au Pays des merveilles. Mais l'un des « gardiens » de la « Maison blanche » lui présente deux personnes. Elle ne sait pas qui ils sont ; elle leur demande de partir ; ils obtempèrent. Cet incident lui a fait louper le coche : tant pis, elle ira au Pays imaginaire demain. Au fil de la narration, on se rend compte que la narratrice, qui déclare s'appeler Alice et avoir 10 ans, est en réalité une vieille dame de 90 ans et qu'elle s'appelle Madame Despoires. Son prénom est inconnu. La Maison blanche, c'est l'hôpital psychiatrique, et les gardiens sont les agents hospitaliers. Le lendemain, « Alice » se lève de bon matin. Elle se rend à l’ascenseur. Les numéros lumineux des étages se haussent du col pour qu'elle les sélectionne. Quelqu'un arrivant, elle choisit le numéro « - 1 », qu'elle n'a jamais essayé jusqu'à présent. Elle se retrouve donc dans un nouveau Pays imaginaire (en fait, le garage automobile de l'hôpital). Après quelques pas dans une Forêt noire composée d'arbres rectilignes (les poteaux en béton) et y avoir croisé d'étranges animaux immobiles (les voitures) qui la suivent de leurs yeux inquisiteurs (les phares), elle y rencontre le Roi et la Reine (deux extincteurs). Elle ne parvient pas à discuter avec eux, malgré la présence du Chat du Cheshire. Des gardiens, qui l'ont suivie, arrivent. Une bagarre a lieu et Alice est immobilisée. Les dernières lignes de la nouvelle donnent à penser que sa psychose ne va pas cesser de s'aggraver.

### Arnarstapi
- Auteur : Fabrice Colin.
- Situation dans le recueil : pages 355 à 367.
- Remarque : la nouvelle sera de nouveau publiée dans l’anthologie Comme des fantômes, éd. Les Moutons électriques, coll. La Bibliothèque voltaïque, mars 2008.
- Résumé : La nouvelle est racontée en 14 brèves sections. Alice Liddell est une très, très, très vieille femme. Elle est en maison de retraite, à Arnarstapi en Islande[2]. Le gérant de la maison de retraite, Gunnar, établit un contact cordial avec la vieille dame, mais a du mal à comprendre les réparties d'Alice. Un jour, un colis est reçu par Alice. Il contient un chat, avec lequel elle entame une relation complexe et approfondie, que là encore le gérant de la maison de retraite a du mal à analyser. Le chat parle « en sourires ». À la fin de la nouvelle, Gunnar découvre la chambre d'Alice vide, et le lit non défait. La vieille dame a disparu.

## Partie non littéraire

### Préface
- Auteur : André-François Ruaud.
- Titre : « Miroir et curiosité ».
- Situation dans l'anthologie : pages 7 à 11.

### Dictionnaire des auteurs
- Situation dans l'anthologie : pages 369 à 372.